# Katsudō shashin
Katsudō shashin (活動写真? lett. "Immagini in movimento") è un frammento di pellicola animata, considerato la più antica opera di animazione giapponese sopravvissuta; di autore ignoto, esso è stato presumibilmente realizzato nel 1907, dura tre secondi e ha per protagonista un ragazzo vestito con un'uniforme da marinaio che scrive su una lavagna «Katsudō shashin». I disegni sono stati stampati direttamente sulla celluloide con un normografo, fotogramma per fotogramma, impiegando inchiostro rosso e nero; la pellicola era inoltre fissata ad anello, per la riproduzione continua. L'opera è altresì definita Frammento Matsumoto, dal nome del ricercatore Natsuki Matsumoto, che la riscoprì in una collezione privata di film e proiettori a Kyoto.

## Descrizione
Il frammento Matsumoto è un'opera di animazione della durata di tre secondi, costituita da una serie di cinquanta fotogrammi disegnati su una striscia di celluloide che si muove con una frequenza di sedici fotogrammi al secondo. Il cortometraggio mostra un ragazzino vestito da marinaio che scrive su una lavagna in kanji «Katsudō shashin» e poi si volta verso lo spettatore, togliendosi il cappello e inchinandosi. L'espressione è usata come titolo per indicare il lavoro.
A differenza delle animazioni tradizionali, i fotogrammi non sono stati realizzati fotografando i disegni, ma tracciati direttamente sulla pellicola utilizzando uno stencil; ciò è stato possibile grazie all'impiego di un procedimento di stampa xilografica detto kappa-zuri (合羽刷り?), solitamente usato per le lastre delle lanterne magiche. Il supporto del filmato è una striscia di pellicola da 35 millimetri – le cui estremità erano fissate ad anello, così da permetterne una visione continua – e il colore nero, utilizzato per tutte le illustrazioni del frammento a eccezione del cappello, che invece è dipinto di rosso.

## Analisi
La saggista e scrittrice statunitense Sandra Annett ha ipotizzato, dalla presenza dei kanji, che il film fosse destinato a un pubblico giapponese, istruito e in grado di leggere; questo aspetto lo differenzia da altre opere coeve come il corto francese del 1908 Fantasmagorie di Émile Cohl, che non presentavano scritte e avevano un respiro più internazionale:
 Annett ha inoltre affermato che «già questi esempi muti dimostrano approcci, temi e personaggi che ricorreranno in Giappone […] durante l'animazione prebellica e in tempo di guerra», come «la figura del ragazzino in uniforme, la necessità dell'insegnamento e dell'apprendimento della lingua giapponese», ma anche l'importanza di riflettere con attenzione; tali elementi si ripresenteranno poi nel film di propaganda Momotarō: umi no shinpei (桃太郎 海の神兵?), realizzato da Mitsuyo Seo nel 1945.

## Contesto storico e culturale
Precursori importanti del cinema d'animazione erano stati i giocattoli ottici, come lo zootropio, per il quale venivano stampate delle pellicole disegnate e a riproduzione continua, meno costose da realizzare rispetto a quelle contenenti riprese dal vivo. L'azienda tedesca Gebrüder Bing aveva presentato nel 1898 un cinematografo a Norimberga, in occasione di un festival di giocattoli; poco dopo altri produttori avevano iniziato a vendere dispositivi simili, tanto che alcuni di questi prodotti – considerata anche la tecnologia della proiezione cinematografica, che veniva sviluppata sempre in quel periodo – sono giunti anche in Giappone, seppur non prima del 1904.
Les Exploits de Feu-Follet (lett. "Le gesta di Feu-Follet"), realizzato nel 1911 dal francese Émile Cohl e presentato a Tokyo il 15 aprile 1912, è ritenuto il primo prodotto d'animazione proiettato sul suolo nipponico, mentre Oten Shimokawa, Seitarō Kitayama e Jun'ichi Kōuchi vengono indicati come i primi autori giapponesi d'animazione. I loro lavori sono andati perduti, sebbene alcuni siano sopravvissuti in versione "giocattolo" (玩具?, gangu) su proiettori a manovella, per la visione domestica; il più antico in tal senso è il cortometraggio di Kōuchi Hanawa Hekonai meitō no maki (塙凹内名刀之巻? lett. "Filmato della famosa spada di Hanawa Hekonai"), risalente al 1917.

## Riscoperta

### Ritrovamento
Nel dicembre 2004 un rigattiere di Kyoto ha contattato l'esperto di iconografia dell'Università delle Arti di Osaka Natsuki Matsumoto (松本 夏樹?, Matsumoto Natsuki), informandolo del fatto che aveva ottenuto da una storica famiglia della città una collezione di tre proiettori, undici pellicole da 35 mm e tredici lastre per lanterne magiche, e che si sarebbe occupato di spedirgli tale materiale il mese successivo; Katsudō shashin, che versava in pessime condizioni, è stato rinvenuto da Matsumoto proprio fra questi oggetti. È stata avanzata l'ipotesi che la creazione dell'opera risentisse dell'imitazione di esempi tedeschi o di altri paesi occidentali, dato che tre pellicole della collezione erano di questa provenienza. Nel frammento non sono presenti indicazioni sull'autore o sulla casa di produzione, tuttavia secondo Matsumoto la scarsa qualità di stampa e del disegno farebbero pensare a una piccola realtà cinematografica.

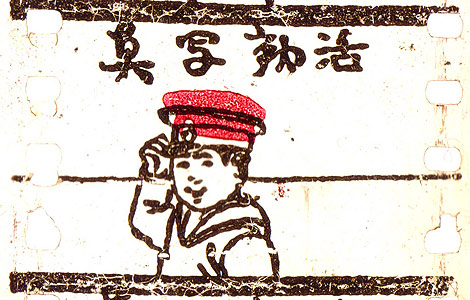
Uno dei fotogrammi del frammento

### Datazione
Sulla base delle possibili datazioni dei proiettori presenti nella collezione, Matsumoto e lo storico dell'animazione Nobuyuki Tsugata hanno stabilito che con tutta probabilità il frammento è stato realizzato nel tardo periodo Meiji (1868-1912). Il saggista tedesco Frederick S. Litten crede che la realizzazione possa risalire al 1907 circa, poiché come riportato da Annett «è improbabile una data di produzione antecedente al 1905 o successiva al 1912». Questa considerazione, supportata anche da Matsumoto, trae forza dal fatto che a partire dal 1912 il prezzo della celluloide era considerevolmente aumentato, rendendo poco redditizia la realizzazione e la vendita di cortometraggi. Altre fonti, come il China Daily, ipotizzarono per il frammento un anno precedente al 1907, senza però portare prove a supporto di tale affermazione. In ogni caso, l'ipotesi maggiormente accreditata e prevalente è proprio il 1907, soprattutto negli studi in lingua inglese, oltre che attraverso i media e le piattaforme internet come YouTube. Dal momento che in Giappone agli inizi del Novecento le sale cinematografiche non erano affatto diffuse, è stata avanzata l'idea che Katsudō shashin fosse stato prodotto in serie per essere venduto a ricchi proprietari di proiettori domestici.
Clements e Annett hanno definito rivoluzionario il ritrovamento del Katsudō shashin, ritenendo di poterlo considerare come il primo anime della storia, sebbene sia difficile applicare il concetto di prodotto animato, nella sua accezione contemporanea, all'opera in questione. Secondo Litten si tratterebbe inoltre del più antico film d'animazione nipponico esistente, e la sua scoperta dimostrerebbe anche che Jun'ichi Kōchi e Seitarō Kitayama non furono i primi a utilizzare la pellicola da 35 mm in Giappone, sebbene come mero supporto per il disegno e non come mezzo fotografico.
Come sottolinea Guido Tavassi, è tuttavia necessario valutare con attenzione le circostanze del ritrovamento del reperto, rinvenuto nella scatola di un cinématographe Carette d'importazione insieme ad altre similari pellicole litografate di manifattura tedesca di inizio secolo: a un più attento esame il frammento, seppure risalente a prima del 1910, è risultato infatti essere stato realizzato a stampa normografica, probabilmente in più esemplari uguali, destinati alla visione tra le mura domestiche con proiettori giocattolo, che in buona sostanza erano delle lanterne magiche con un otturatore; all'epoca essi erano reclamizzati e venduti appunto col nome katsudō shashin kikai (活動写真機会? lett. "Macchina per le immagini in movimento") dall'importatore e distributore Shōten Yoshizawa. La sequenza non era quindi parte di una più lunga opera artigianale d'animazione, considerata come già detto la difficoltà di reperire pellicola in Giappone a quell'epoca, e men che meno un precursore dell'animazione mondiale, bensì il probabile tentativo di avviare una produzione locale di cortometraggi a riproduzione continua per proiettori domestici, a imitazione di quelli importati dall'Europa che venivano venduti insieme al proiettore giocattolo Carette, che utilizzavano la pellicola come succedaneo del vetro.

### Casi mediatici e conservazione
Il ritrovamento del frammento Matsumoto ha avuto una considerevole eco mediatica in Giappone. Il 30 luglio 2005 il quotidiano Asahi Shimbun, che è stato il primo a riportare la notizia, pur riconoscendo l'importanza della scoperta ha tuttavia espresso delle riserve sulla collocazione del film nella genealogia dell'animazione giapponese, scrivendo «non siamo affatto certi sul definire Katsudō shashin animazione nel senso contemporaneo del termine». I media, sia autoctoni che stranieri, hanno tuttavia amplificato il significato dell'evento, trasformandolo dalla scoperta di un oggetto raro in qualcosa che avrebbe rivoluzionato la storia del cinema d'animazione, arrivando a sostenere che la stessa avesse origine tutta nipponica. In seguito a scansione digitale, il cortometraggio è stato reso disponibile alla visione su Internet.